# Francis Ysidro Edgeworth
Francis Ysidro Edgeworth (født 8. februar 1845 i Edgeworthstown, død 13. februar 1926) var en irsk økonom. 
1880-91 virkede han som professor, først i logik, fra 1888 i økonomi ved King's College, London. I 1891 efterfulgte han Thorold Rogers som professor i økonomi ved Oxford Universitet. Edgeworth var en grundig kender af de matematiske videnskaber og den teoretiske statistik og tilhørte den teoretisk-matematiske retning inden for økonomien. Han var en af hovedpersonerne i udviklingen af den neoklassiske økonomi i slutningen af 1800-tallet, bl.a. inspireret af vennen William Stanley Jevons. Et af kendetegnene ved de neoklassiske økonomer var netop, at de i høj grad anvendte matematiske metoder og begreber til at udvikle og formulere deres økonomiske teorier.  Edgeworths hovedværk var Mathematical Psychics: An Essay on the Application of Mathematics to the Moral Sciences, der blev udgivet i 1881. De fleste resultater af sine studier har han offentliggjort i tidsskrifterne Journal of the Statistical Society og Economic Journal. Sidstnævnte redigerede han fra tidsskriftets begyndelse i 1891 til 1914.
Edgeworth er kendt af de fleste økonomistuderende i dag som den økonom, der har lagt navn til Edgeworth-boksen, et særligt diagram, der viser markedsligevægtene i en meget simpel markedsøkonomi. Han lagde også grunden til studiet af kernen af en økonomi.